# Letalonosilka Charles de Gaulle
Letalonosilka Charles de Gaulle (R91) je francoska jedrska letalonosilka in glavna ladja Francoske mornarice - (Marine Nationale). Je največja vojaška ladja v zahodni Evropi. CDG je po vrsti deseta francoska letalonosilka, prva jedrska in edina jedrska neameriška letalonosilka. Poimenovana je po francoskem politiku in generalu Charlesu de Gaullu.
Oborožena je z letali Dassault-Breguet Super Étendard, Dassault Rafale M, Grumman E-2 Hawkeye in helikopterji EC725 Caracal in AS532 Cougar. Ima dva parna katapulta za letala, ki so malce krajši kot na letalonosilki Nimitz.
CDG je nasledila letalonosilko Foch (R99), ki je bila na konvencionalni (nejedrski) pogon. Francoske letalonosilke Clemenceau (R98) in Foch so bile zgrajene leta 1961 in 1963.
Z deli so začeli aprila 1989 v ladjedelnici DCNS V Brestu. Splovili so jo maja 1994 in z 35 500 tonami izpodriva je največja vodna ladja v Zahodni Evropi po britanski HMS Ark Royal iz leta 1950. Sprva naj bi bila poimenovana Richelieu, vendar je premier Jacques Chirac februarja spremenil ime v Charles de Gaulle.
Datum dokončanja se je večkrat podaljšal zaradi pomanjkanja sredstev in ekonomske recesije v zgodnjih 1990. letih. Cena plovila naj bi bila 3 milijarde evrov, primerljivo s po izpodrivom 2,5x večjo ameriško letalonosilko razreda Nimitz. CDG so sprejeli v uporabo 18. maja 2001, pet let pozneje kot so planirali.
CDG je začela s testi na morju leta 1999. Imela je več "porodnih" težav. Morali so podaljšati vzletno stezo za letala za zgodnje opozarjanje E-2C Hawkeye. Imeli so tudi težave z jedrskim reaktorjem in propelerjem, ki so ga morali zamenjati. Medtem je proizvajalec propelerja bankrotiral in v požaru so izgubili vse načrte zanj. Uporabili so rezervne propelerje od letalonosilk Clemenceau in Foch, ki so zmanjšali hitrost ladje na 44 km/h namesto pričakovanih 50 km/h.

## Specifikacije
- Ime:        Charles de Gaulle
- Razred: 	jedrska letalonosilka
- Naročena: 3. februarja 1986
- Ladjedelnica: DCNS
- Začetek del: 14. april 1989
- Lansiranje: 7. maj 1994
- Komisioniranje: 18. maj 2001
- Domače pristanišče: 	Toulon, Francija
- Vzdevek: CDG
- Izpodriv: 37 085 ton (standard); največ 42 000 ton
- Dolžina: 261,5 m (858 ft)
- Širina: 	64,36 m (211,2 ft) o
- Ugrez: 	9,43 m (30,9 ft)
- Pogon: 	2 × K15 tlačnovodna reaktorja, 150 MW vsak; pomožni 4 × dizel-električni
- Propelerja: Dva
- Hitrost: 27 vozlov (50 km/h)
- Doseg: 	neomejen; 20-25 let (menjava goriva)
- Avtonomija: 45 dni zaloge hrane
- Kapaciteta: 800 vojakov, 500 ton  orožja
- Posadka: 1 350 (ladja), 600 (letalski del)

- Senzorji in bojni sistemi: DRBJ 11 B radar;DRBV 26D radar; DRBV 15C radar za nizke višine;

Arabel radar
- Elektronsko bojevanje in obrambni sistemi: ARBR 21 Detector; ARBB 33 Countermeasures suite; ARBG2 MAIGRET Interceptor; 4 × Sagaie in SLAT (Système de lutte anti-torpille) protitorpedni sistem
- Orožje: 4 × 8 celični A-43 Sylver z raketami MBDA Aster 15 površina-zrak;

2 × 6 celični Sadral z raketami Mistral; 8 × Giat 20F2 20 mm topi
- Število letal: 	28 – 40 vključno z Rafale M; Super Étendard; E-2C Hawkeye in helikopterji SA365 Dauphin;  EC725 Caracal in AS532 Cougar